# Valle dell'Angelo
Valle dell'Angelo is een gemeente in de Italiaanse provincie Salerno (regio Campanië) en telt 404 inwoners (31-12-2004). De oppervlakte bedraagt 36,9 km², de bevolkingsdichtheid is 11 inwoners per km².
De volgende frazioni maken deel uit van de gemeente: Pruno.

## Demografie
Valle dell'Angelo telt ongeveer 175 huishoudens. Het aantal inwoners daalde in de periode 1991-2001 met 25,5% volgens cijfers uit de tienjaarlijkse volkstellingen van ISTAT.
| Jaar | Inwoneraantal |
| ---- | ------------- |
| 1991 | 545           |
| 2001 | 406           |

## Geografie
Valle dell'Angelo grenst aan de volgende gemeenten: Laurino, Piaggine, Rofrano, Sanza.